# Quacula
Quacula est une série télévisée d'animation américaine en seize épisodes de 7 minutes produite par Filmation et diffusée du 8 septembre au 22 décembre 1979 sur le réseau CBS. Elle a été diffusée dans le cadre de l'émission The New Adventures of Mighty Mouse and Heckle and Jeckle d'une durée de 60 minutes comptant trois séries au total.
La série est inédite dans tous les pays francophones.

## Synopsis
Les aventures de Quacula, un canard vampire qui ne fait que des gaffes et de son ours Theodore.

## Distribution

### Voix originales
- Frank Welker : Quacula
- Norm Prescott : Theodore

## Épisodes
1. Star Boars
2. Horse for Sale
3. Weird Bear
4. Monster Mash
5. Uncle Ferenc
6. The Magic Lamp
7. Room for Rent
8. Morgana La Duck
9. Return of Star Boars
10. Time & Before
11. Bungled Burglary
12. Shanghai Salty
13. Pyramid
14. Haunted House
15. Magic Duck
16. The Fantastic 2 ½